# Thraupis sayaca
El Thraupis sayaca, también denominado pájaro chogüí (en Argentina y Paraguay), pájaro choguy, sai hovy o sajoyvy (en Paraguay), celestino o celestino común (en Argentina y Paraguay), celestón (en Uruguay), azulejo sayaca o Tangara sayaca (en Perú), o sayubú (en Bolivia), es una especie de ave paseriforme de la familia Thraupidae, perteneciente al  género Thraupis. Es nativa de América del Sur.

## Distribución y hábitat
Se distribuye ampliamente desde el noreste de Brasil (hacia el oeste hasta Mato Grosso, pero está ausente de la cuenca amazónica), hacia el sur hasta Rio Grande do Sul), por gran parte de Bolivia, Paraguay, Uruguay, hasta el centro de Argentina (pudiendo llegar hasta Neuquén, norte de Río Negro y norte de Buenos Aires). Algunas aves migratorias pueden llegar hasta el noroeste de Bolivia y sureste de Perú en los inviernos australes, temporada no reproductiva.
Esta especie, común, numerosa y ampliamente diseminada, habita en una variedad de áreas boscosas, semiabiertas y urbanizadas: orillas de selvas, sabanas, parques, plantaciones de plantas exóticas, de frutales, arboledas, tanto de regiones húmedas como áridas, principalmente por debajo de los 2000 m de altitud, pero localmente hasta los 3000 m en el noroeste de Argentina.
Debido a su amplia distribución y a la densidad relativamente alta de su población, la tangara sayaca es considerada como una bajo preocupación menor por la Unión Internacional para la Conservación de la Naturaleza (IUCN).

## Descripción
Mide 16,5 cm de longitud, y pesa 33 g en promedio. El pico es gris azulado o gris celeste con ápice de la maxila negro. Las patas son gris azuladas. El iris es pardo oscuro. La dorsal es gris con tono celeste verdoso. La ventral es gris clara con suave tono celeste y el abdomen blanquecino. Las alas son pardas
oscuras con las barbas externas celeste verdosas y las cubiertas alares celeste verdosas. La cola es negruzca con tono celeste
verdoso.

## Comportamiento
Es una especie común, muy activa y relativamente confiada. Generalmente anda en parejas, pero también llega a formar grupos no muy numerosos. Se acerca a zonas habitadas por humanos, alimentándose de algunos frutos cultivados.

### Alimentación

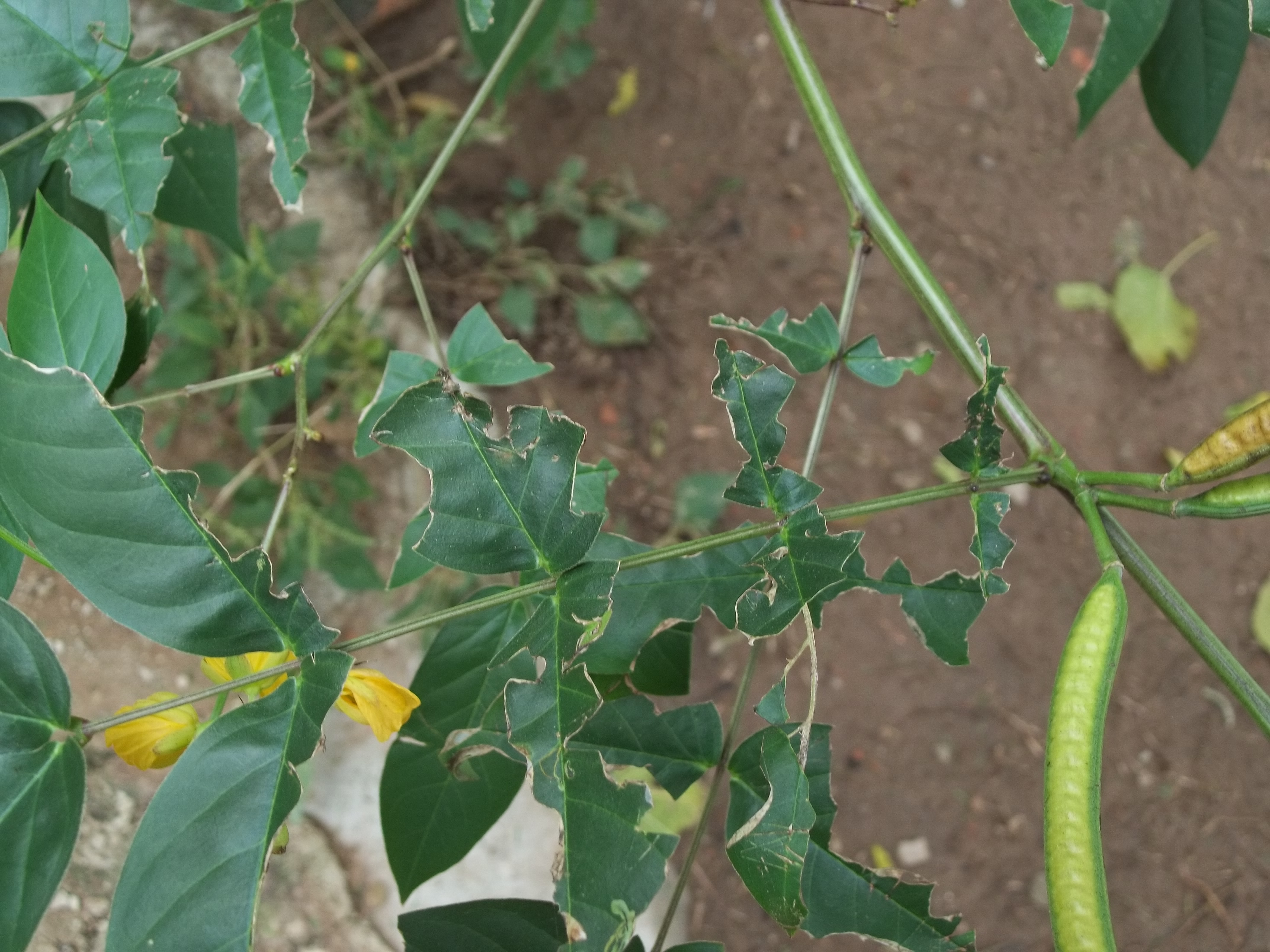
Hojas de Senna occidentalis comidas por el celestino.

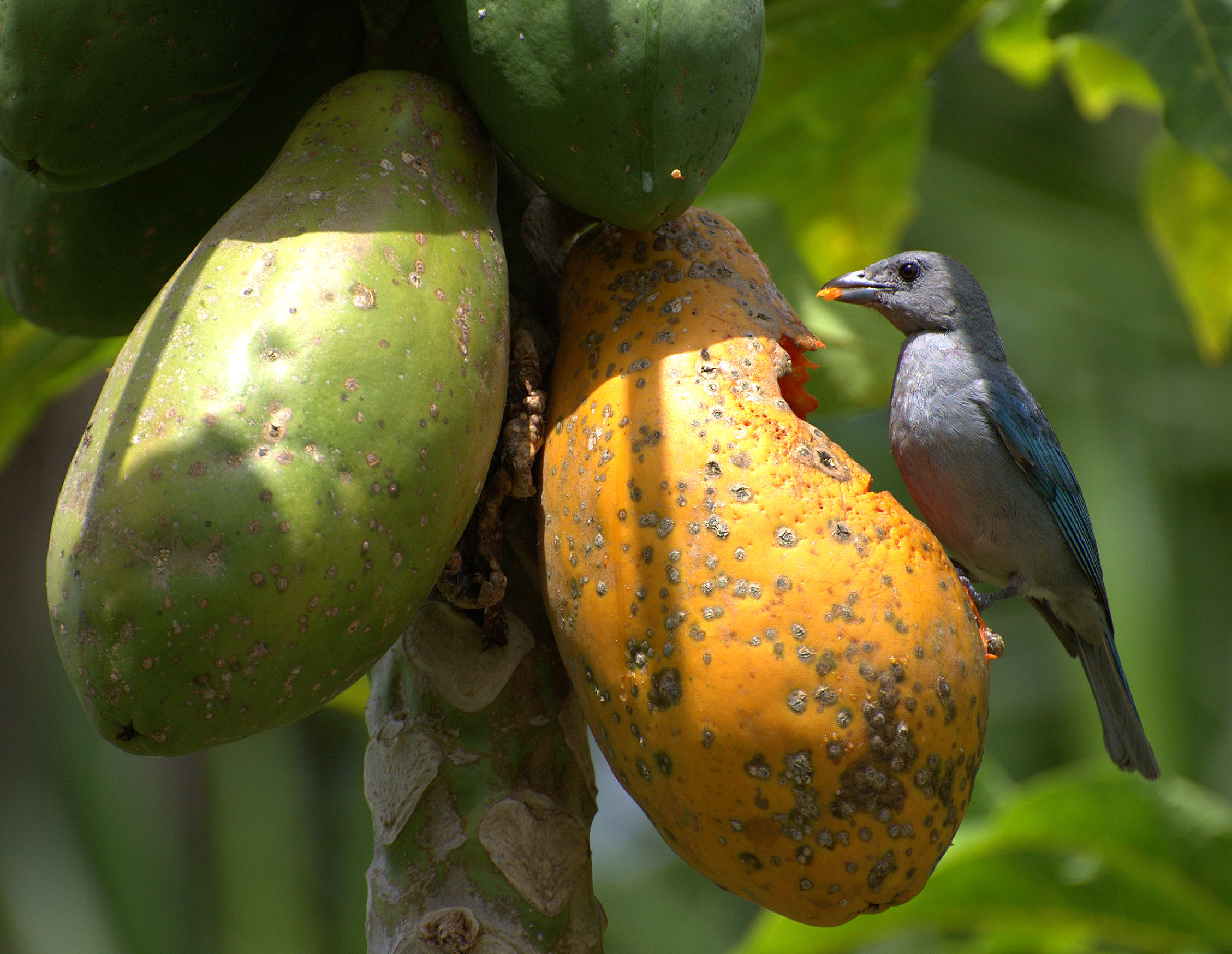
Ejemplar alimentándose de papaya.

Se alimenta de una amplia variedad de frutos, semillas y hasta flores. También come hojas de Morrenia odorata, Senna occidentalis y probablemente otras especies de la misma familia; este comportamiento es conocido como foliofagia.

### Reproducción
La nidificación ocurre entre los meses de octubre y enero. El nido, expuesto y elaborado, es asentado o sostenido en ramas; tiene forma de taza y es construido con fibras vegetales. A veces tiene en la base palitos. Internamente forrado con raicillas y algunas cerdas. Pone tres huevos, ovoidales, verdes claros o cremas con pintas y manchitas pardas, violáceas, negras y grises distribuidas por toda la superficie, a veces más concentradas en el polo mayor. Pueden presentar breves rayitas negras, miden en promedio 24 x 17 mm. El período de incubación es de 14 días, los pichones permanecen en el nido alrededor de 15 días y la pareja les traen semillas y gusanitos.

### Vocalización
El canto es una sucesión de silbidos agudos, por ejemplo «siusilsilsith...». Es un canto enérgico pero sin un patrón definido, una mezcla apurada de silbidos agudos, un tanto disonantes, algunos prolongados, intercalados con algunas notas más límpidas. Los llamados tienen un timbre parecido.

## Sistemática

### Descripción original
La especie T. sayaca fue descrita por primera vez por el naturalista sueco Carolus Linnaeus en 1766 bajo el nombre científico Tanagra sayaca; su localidad tipo probable es: «Pernambuco, Brasil».

### Etimología
El nombre genérico femenino Thraupis proviene de la palabra griega «θραυπίς thraupis»: pequeño pájaro desconocido mencionado por Aristóteles, tal vez algún tipo de pinzón (en ornitología thraupis significa «tangara»); y el nombre de la especie « sayaca» proviene del tupí «saí-açu» utilizado para designar varias tangaras muy activas.

### Taxonomía
Los amplios estudios filogenéticos recientes demuestran que la presente especie es hermana de Thraupis episcopus, y el par formado por ambas es hermano del resto de las especies de Thraupis.
Algunas clasificaciones como Aves del Mundo (HBW), Birdlife International (BLI) y el Comité Brasileño de Registros Ornitológicos (CBRO) colocan a la presente especie en el género Tangara, como Tangara sayaca.

### Subespecies
Según las clasificaciones del Congreso Ornitológico Internacional (IOC) y Clements Checklist/eBird v.2019 se reconocen tres subespecies, con su correspondiente distribución geográfica:
- Thraupis sayaca boliviana Bond & Meyer de Schauensee, 1941 – noroeste tropical de Bolivia (del río Beni hasta el río Mapiri).
- Thraupis sayaca obscura Naumburg, 1924 – desde el centro y sur de Bolivia hasta el oeste de Argentina.
- Thraupis sayaca sayaca (Linnaeus), 1766 – noreste de Brasil, hasta Paraguay, Uruguay, hasta el este de Argentina.

## En la cultura popular
Pájaro Chogüí, conocida en Paraguay como Pájaro Choguy es una polka paraguaya del músico argentino Guillermo Breer, compuesta en 1945. La canción hace alusión al celestino o chogüí y es una de las polkas paraguayas más interpretadas internacionalmente a través del arpa paraguaya e instrumentos andinos.